# Прагер, Деннис
Деннис Марк Прагер (англ. Dennis Mark Prager /ˈpreɪɡər/ ) — американский консервативный радиоведущий, журналист и писатель. Родился 2 августа 1948 года в семье ортодоксальных евреев. Политическая работа началась с освещения запрета на эмиграцию для советских евреев. Постепенно кругозор освещаемых тем разрастался.  Деннис является основателем PragerU – американской некоммерческой организации, которая создает видео, подкасты и статьи, отражающие точку зрения консерваторов на различные политические, экономические и философские темы. 
Идеологически относится к социальным консерваторам. 

## PragerU
В 2009 году Прагер создал сайт PragerU, на который выкладывались пятиминутные видеоролики, отражающие взгляды консерваторов на различные темы.  По словам Прагера, он создал сайт, чтобы довести к всеобщему сведению «нездоровый эффект  американской системы высшего образования на интеллект и мораль».  BuzzFeed описал PragerU как «одну из наиболее крупных и влиятельных, но в то же время наименее понятых сил в онлайн-СМИ». В видеороликах затрагиваются такие темы, как расизм, сексизм, неравенство в доходах, владение оружием, ислам, иммиграция, жестокость полиции, ситуация в Израиле. Все видео имеют единый стиль. BuzzFeed пишет, что «главная причина, по которой PragerU не привлекает внимание общественности, заключается в том, что он не трогает Трампа», то есть не обсуждает новости актуальной политики. Некоторые из его видео были ограничены YouTube в 2017 году.  

## Опубликованные работы
Статьи Прагера редактируются Синдикатом Создателей. Публикуется в «Уолл Стрит джорнал» , «Лос-Анджелес таймс и комментарии». Его статьи еженедельно появляются на таких интернет-сайтах, как Townhall,  National Review Online, Jewish World Review и других. Также, раз в две недели пишет колонку для «Еврейского журнала Большого Лос-Анджелеса» . 
Библиография на английском:
- The Nine Questions People Ask About Judaism (with Joseph Telushkin) (1986) ISBN 0-671-62261-7;
- Think a Second Time (44 Essays on 44 Subjects) (1996) ISBN 0-06-098709-X;
- Happiness Is a Serious Problem: A Human Nature Repair Manual (1999) ISBN 0-06-098735-9;
- Why the Jews? The Reason for Antisemitism (with Joseph Telushkin) (2003) ISBN 0-7432-4620-9;
- Still the Best Hope: Why the World Needs American Values to Triumph (2012) ISBN 0-06198512-0;
- The Ten Commandments: Still the Best Moral Code (2015) ISBN 978-1621574170;
- The Ten Commandments: Still the Best Path to Follow (2015) (for children) ISBN 9781511317092;
- The Rational Bible: Exodus (2018) ISBN 9781621577720;
- The Rational Bible: Genesis (2019) ISBN 9781621578987.

## Фильмография
- Ради Бога, 1993
- Ради Бога II, 1996[7]
- Израиль во времена террора, 2002
- Бейсбол, Деннис, и французский, 2011
- Нет безопасного пространства (в производстве)